# Sistema electoral dels cabildos insulars
El sistema electoral dels cabildos insulars es caracteritza per elegir per sufragi universal directe cada quatre anys els consellers que formen part dels cabildos de les Illes Canàries. Les eleccions per elegir cabildos insulars se celebren el mateix dia que les eleccions municipals espanyoles. Cada illa constitueix una circumscripció.
El sistema electoral està regulat per l'article 201 de la Llei Orgànica 5/1985, de 19 de juny, del Règim Electoral General, desenvolupant els articles 141.2 i 4 de la Constitució espanyola de 1978.
Les candidatures són presentades per grups polítics en forma de llistes tancades i bloquejades. Açò significa que l'únic vot que té cada elector té forma de llista immodificable.
La fórmula electoral utilitzada és la D'Hondt.

## Càrrecs
Cada illa elegeix el nombre de consellers insulars segons la població de residents, tal com determina l'article 201.1 de la LOREG.
- Fins a 10.000 residents - 11 consellers
- 10.001-20-000 - 13
- 20.001-50.000 - 17
- 50.001-100.000 - 21
- 100.001- més - S'afegeix un conseller més per cada 100.000 residents, afegint un més quan el nombre resultat de la suma anterior és nombre parell

L'article 201.5 de la LOREG estableix que el President del Cabildo Insular és el candidat que està el primer en la llista més votada a la circumscripció insular.